# Skjern
Skjern är en tätort och stad i Ringkøbing-Skjerns kommun i Region Mittjylland i västra Danmark. Tätorten har 7 839 invånare (2024). Den ligger på Jylland, cirka 21,5 kilometer sydöst om staden Ringkøbing.
Skjern har tidigare varit centralort i dåvarande Skjerns kommun fram till kommunreformen 2007.